# Heptagrotis phyllophora
Heptagrotis phyllophora är en fjärilsart som beskrevs av Augustus Radcliffe Grote 1874. Heptagrotis phyllophora ingår i släktet Heptagrotis och familjen nattflyn. Inga underarter finns listade i Catalogue of Life.